# 金國飯
金國飯（?—?），是朝鮮三國時代新羅的宗室。又作金國芬、金國其安、金國真安。
579年（真平王元年）真平王即位，八月，册封母弟金伯飯爲眞正葛文王，金國飯爲真安葛文王。夫人是月明夫人朴氏。新罗第26代君王真平王的同胞兄弟，新罗第28代君主真德女王的生父，新罗第27代君主善德女王的叔父。

## 家庭

### 祖父
- 真兴王

### 父
- 銅輪太子

### 母
- 萬呼夫人

### 妻
- 滿天葛文王之女月明夫人朴氏

### 子女
- 女儿：勝曼宮主

## 电视剧
- 《大王之梦》(KBS, 2012年~2013年，演员：洪日权)